# Acélio Casagrande
Acélio Casagrande (Criciúma, 1 de dezembro de 1961) é um político brasileiro.
Foi deputado federal por Santa Catarina na 53ª legislatura (2007 — 2011).